# 盈江竹叶青蛇
盈江竹叶青蛇（学名：Trimeresurus yingjiangensis），一种发现于中国云南省西南部盈江县的毒蛇，隶属于蝰科竹叶青属。2020年发布的《中国两栖、爬行动物更新名录》将本种归入坡普蝮属（Popeia）。其种加词“yingjiangensis”意为“云南省盈江县的”。

## 形态特征
盈江竹叶青蛇背部鳞片呈橄榄绿色，鳞片边缘呈淡蓝色，通体无横条纹；雄性体侧有上白下红的纵线；虹膜呈深砖红色。

## 保护
本种于2023年被收录入《有重要生态、科学、社会价值的陆生野生动物名录》。